# Evidenzbureau
Evidenzbureau (modern tysk stavning Evidenzbüro) var staben för den militära underrättelsetjänsten i Österrike-Ungern. 
Evidenzbureau inrättades 1850 och var Habsburgmonarkins första permanenta militära underrättelseorgan. Byrån hade emellertid inga större framgångar under kriget i Italien 1859 eller mot Preussen 1866.
Under första världskrigets sista år ska Evidenzbureau tillsammans med den hemliga polisen (Staatspolizei) ha sysselsatt totalt 300 officerare, 50 tjänstemän, 400 polisagenter, 600 soldater och 600 spioner.